# Bałachna

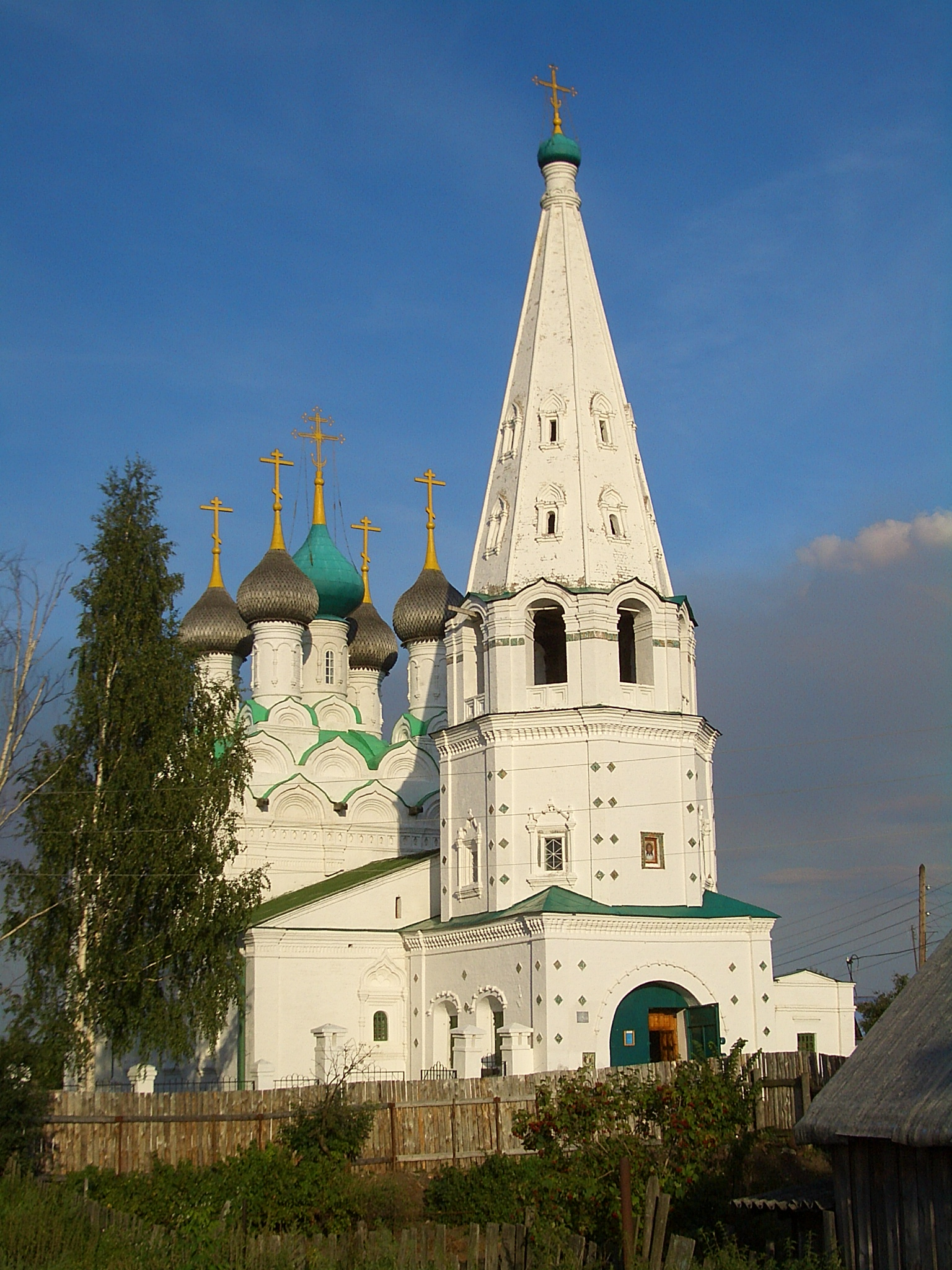
Cerkiew

Bałachna (ros. Балахна) – miasto w Rosji obwód niżnonowogrodzki, nad Zbiornikiem Czeboksarskim na Wołdze.
Liczba mieszkańców w (2003) roku wynosiła ok. 61 tys. W mieście działa kombinat celulozowo-papierniczy.